# Makonnen Endelkachew
Ras Betwoded Makonnen Endelkachew (Addisge, 16 de fevereiro de 1890 — Adis Abeba, 27 de fevereiro de 1963) foi um aristocrata etíope e Primeiro-ministro durante o reinado do Imperador Haile Selassie. Makonnen nasceu em Addisge, sobrinho do famoso general e político de Xoa  Ras Betwoded  Tessema Nadew, que o apresentou ao imperador Menelique II. Ele era membro da turma Alfa da Escola Menelique II em Adis Abeba quando ela foi inaugurada em 1908.
Era também escritor, tendo publicado um romance chamado Yayne Abäba, além de um livreto sobre a Segunda Guerra Ítalo-Etíope e as atrocidades fascistas.

## Guerra, Exílio e Retorno
Enquanto governador da Província de Illubabor, Makonnen Endelkachew liderou as tropas daquela região contra a invasão italiana na Frente de Ogadénia. Em razão da guerra, precisou exilar-se entre 1936 a 1941 na cidade de Jerusalém, retornando apenas após a libertação do país. 
O Imperador Haile Selassie, então, nomeou Makonnen Endelkachew Ministro do Interior em março de 1941, como parte do gabinete que pretendia reafirmar a existência da Etiópia como um estado independente, contra a vontade dos britânicos que, uma vez que a Etiópia já havia sido um território italiano, afirmavam que não poderia o Imperador reassumir totalmente o seu estatuto e poderes até que um tratado de paz fosse assinado com a Itália. 
No entanto, como salienta John Spencer, a Etiópia utilizou-se do chamado princípio do postliminium, isto é, a ideia de que, uma vez terminada a ocupação inimiga, um Estado pode agir como se a sua existência tivesse sobrevivido sem qualquer interrupção. 
O conflito entre a Etiópia e o Reino Unido sobre a soberania etíope dominou as suas relações durante os anos seguintes.

## Primeiro Ministro
A partir de 29 de janeiro de 1943, quando o Imperador Haile Selassie criou o cargo, Makonnen serviu como o primeiro Primeiro-ministro da Etiópia, até sua aposentadoria em 1 de novembro de 1957. Bahre Zewde observa, no entanto, que Makonnen "era uma mera figura cerimonial, dada mais para atividades intelectuais do que a maquinações políticas. O primeiro-ministro  de facto  (durante o mandato de Makonnen) era, segundo Zewde, Wolde Giyorgis Wolde Yohannes .
Após a sua aposentadoria, em 1957, Makonnen tornou-se presidente do Senado Etíope de 1957 a 1961.